# Simulium hoiseni
Simulium hoiseni är en tvåvingeart som beskrevs av Takaoka 2008. Simulium hoiseni ingår i släktet Simulium och familjen knott. Inga underarter finns listade i Catalogue of Life.